# 伊號第四十六潛艦
伊号第四六潜水艦（いごうだいよんじゅうろくせんすいかん）是大日本帝国海军的一艘潜水艇。伊一六型潜水艦（丙型潜水艦）的6号艦。

## 艦歷
- 1941年（昭和16年）计划在マル急计划中进行建造工作。
- 1942年11月21日佐世保海軍工廠开工建造。
- 1943年6月3日下水。
- 1944年2月29日竣工。同日编入第6艦隊第11潜水战隊执行訓練任务。
  - 5月7日因发现缺陷而进行修理。
  - 5月30日（可能是9月30日）编入第15潜水隊。
  - 10月19日从吴港出港。
  - 10月28日在比島方面遭美军护卫驱逐舰「リチャード・M・ローウェル」攻击而沉没，艇上112名全員战死。
  - 12月2日确认战沉。
- 1945年3月10日除籍。

## 歴代艦長

### 艤装員長
- 山口幸三郎少校（1944年2月1日-）

### 艦長
- 山口幸三郎少校（1944年2月29日-）

## 同型艦
Template:伊一六型潜水艦